# Selección juvenil de rugby de Panamá
La selección juvenil de rugby de Panamá es el equipo nacional de rugby regulado por la Unión Panameña de Rugby.
Está afiliado a Sudamérica Rugby y participa en competencias oficiales desde el año 2017.

## Participación en copas

### Sudamericano BM19
- Tres Ríos 2018: 4º puesto (último)

### Sudamericano CM18
- San José 2017: semifinalista[2]